# Rayman Garden
Rayman Garden è un videogioco rompicapo giocabile solo su cellulare. Insieme a Rayman Bowling, è preinstallato su Trium Eclipse, Mitsubishi m21i e Mitsubishi 320.
L'obiettivo del gioco è quello di trovare tutti i Lum, evitando ostacoli, mostri e Bad Rayman.